# Burinec
Burinec (mazedonisch und albanisch indefinit; kyrillisch Буринец; albanisch definit Burineci) ist ein so gut wie aufgegebenes Haufendorf im nördlichsten Teil der Gemeinde Struga in der Region Südwesten der Republik Nordmazedonien.

## Geographie

Karte mit Lage des Dorfes innerhalb der Gemeinde Struga (mazedonisch-kyrillisch)

Burinec befindet sich fast eine Stunde Autofahrt nördlich der Gemeindehauptstadt Struga. Nordöstlich auf der anderen Talseite liegt Selci, im Südosten Lokov und Ržanovo, im Süden Lukovo, im Südwesten Modrič und weit im Westen Drenok. Dazwischen liegt das Wasserkraftwerk am Globočicasee, wo der nach Norden fließende Schwarze Drin aufgestaut wird.
Das Dorf befindet sich hoch im Karaorman-Gebirge auf einer Höhe zwischen 1050 m. i. J. und 1120 m. i. J. Nordöstlich des Dorfes erhebt sich dieses Bergmassiv mit dem Babin Srt auf bis zu 2242 m. i. J., dem zweithöchsten Punkt der Gemeinde Struga.
Das Klima liegt wie in der ganzen Region im kontinental-mediterranen Übergangsgebiet.

## Bevölkerung
Der Ort leidet unter der Landflucht und hat genau einen Einwohner (2021). Fast alle früheren Bewohner gehörten der mazedonischen Mehrheit an und sprachen Mazedonisch. Sie bekannten sich fast ausschließlich zum orthodoxen Christentum. Im Dorf steht eine Kirche, die der Jungfrau Maria geweiht ist.
1961 lebten noch 36 Personen im Dorf.

## Geschichte
Bis zu deren Fusion mit der Gemeinde Struga im Jahr 2004 gehörte Burinec zur Gemeinde Lukovo.

## Verkehr
Burinec ist direkt mit der Regionalstraße R1201 verbunden, welche die Gemeindehauptstadt Struga mit der Stadt Debar im Norden verbindet.